# Hudajbijski mirovni sporazum
Hudajbijski mirovni sporazum (arabsko صُلح الْحُدَيْبِيَة, romanizirano Ṣulḥ al-Ḥudaybiya) je bil sporazum, sklenjen marca 628 med Mohamedom, ki je predstavljal Medino, in plemenom Kurejš iz Meke. Sporazum je  pripomogel k zmanjšanju napetosti med Kurejši in Medino, potrdil mir za obdobje desetih let in dovolil Mohamedovim privržencem, da se naslednje leto mirno vrnejo na romanje, pozneje znano kot prvo romanje v Meko. Sporazum je bil po dveh letih prekinjen. Po islamskih virih so ga prekršili Kurejši, zaradi česar se je Mohamed leta 630 z vojsko 10.000 mož odpravil proti Meki.

## Ozadje
Zaradi zavrnitve njegovega nauka in preganjanja njegovih privržencev je islamski prerok Mohamed leta 622 zapustil svoj rojstni kraj Meko in se s svojimi privrženci preselil v oazno mesto Medina. Tam je imel več privržencev in ustanovil lokalno bazo moči. Njegove sile so se trikrat spopadle z nasprotniki iz Meke, ki so jih vodili Kurejši. Meka z njenim starim svetiščem Kaba je bila za muslimane prepovedano mesto. Meka je bila romarsko središče že v predislamskih časih, vendar se zdi, da je bilo muslimanom zapovedano romanje h Kabi prepovedano šele v medinskem obdobju. Muslimani so pred tem molili  obrnjeni proti Jeruzalemu, dokler ni Mohamed prejel božanskega razodetja, naj se namesto k Jeruzalemu obračajo proti Meki.

## Tradicionalni opis dogodkov
Marca 628 se je Mohamed po sanjah, da hodi okoli Kabe, odločil, da se odpravi na romanje v Meko. V pričakovanju nasilnega odziva Meke je povabil svoje beduine in plemenske zaveznike z obrobja Medine, da se mu pridružijo. Večina povabljenih je povabilo odklonila, verjetno zato, ker niso videli nobenih možnosti za plenjenje ali so pričakovali sovražnosti. Mohamed je s skupino približno 1500 muslimanov iz Medine in nekaj zavezniki odšel proti Meki, da bi opravil umro (manjše romanje). Drugi viri omenjajo od 700 do 1900 romarjev. O tem, ali so bili muslimani oboroženi, obstaja več nasprotujočih si mnenj.  Oblečeni so bili v romarje in s seboj vodili žrtvene živali. Ko so v Meki izvedeli zanje, so romanje šteli za napad in proti romarjem poslali 200 konjenikov, da jih ustavi. Mohamed se je nasilju izognil tako, da je šotore postavil v Hudajbiji, na meji svetega ozemlja Kabe.
Kurejši so poslali svoje odposlance, da bi se pogajali z romarji. Mohamed jim je izjavil, da ima namen opraviti romanje in nima sovražnih namenov. Kurejši so v dovoljenju za vstop v mesto videli svojo šibkost in poraz, zato je Mohamed poslal v Meko svojega bližnjega pomočnika Utmana, de bi se tam pogajal. Po njegovem odhodu se je med romarji razširila novica, da so ga ubili. Mohamed se je nato zaobljubil, da bo maščeval njegovo smrt, in zaobljubo zahteval tudi od svojih privržencev. Zaobljuba je postala znana kot 'zaobljuba drevesa' (bay'at al-shajara). Govorice so se izkazale za lažne in Kurejši so k romarjem poslali svojega odposlanca Suhajla ibn Amra, da doseže poravnavo. Po pogajanjih sta se strani dogovorili, da bosta spor rešili mirno, in sestavili sporazum z naslednjimi glavnimi točkami:
- Premirje med sprtima stranema bo trajalo deset let.
- Vsi Kurejši, ki bodo brez dovoljenja svojega skrbnika pobegnili k Mohamedu, bodo poslani nazaj, muslimani, ki bodo pobegnili h Kurejšem, pa ne bodo poslani nazaj.
- Če kdor koli želi skleniti zavezo z Mohamedom, mu bo to dovoljeno. Enako bo veljalo za tiste, ki bodo želeli skleniti zavezo s Kurejši.
- Muslimani se bodo vrnili v Medino, ne da bi opravili romanje. V Meko jim bo dovoljeno priti naslednje leto in tam ostati tri dni. V  tem času bodo Kurejši zapustili mesto. Muslimani ne bodo smeli nosili nobenega orožja, razen mečev v nožnicah.[14]

Dokument je napisal Ali. Ko je nameraval zapisati "To je tisto, kar se je Mohamed, Božji apostol, strinjal s Suhajlom bin Amrom", je Suhajl ugovarjal, ker da ne verjame v njegovo preroštvo, zato lahko napiše le Mohamedovo ime, s čimer se je Mohamed strinjal.
Ko je bil dokument napisan, se je Suhajlov sin Abu Džandal spreobrnil v islam in se pridružil muslimanom, vendar je bil v skladu s sporazumom predan Suhajlu. Omar in nekateri drugi muslimani so bili nezadovoljni zaradi sklenitve premirja z ljudmi, ki so jih imeli za božje sovražnike. Mohamed je svoje privržence pozval, naj si obrijejo glave in žrtvujejo svoje živali. Privrženci tega niso nameravali storiti, a so nato kljub temu  sledili njegovemu zgledu. Medtem ko so se muslimani vračali v Medino, je bila razodeta 48. sura Korana.

## Posledice
Spreobrnjenci v islam, ki so pobegnili v Medino, so bili v skladu s sporazumom vrnjeni v Meko. Abu Basir, eden od vrnjenih, je  pobegnil na morsko obalo. Kasneje se mu je pridružilo približno 70 drugih, vključno z Abu Džandalom. Ustanovili so gverilsko četo in začeli napadati mekanske karavane na poti  v Sirijo. Mečani so na koncu prosili Mohameda, naj jih sprejme nazaj v Medino. Ko je nekaj muslimank iz Meke pobegnilo v Medino, so muslimani  enostransko sprejeli izjemo k sporazumu, ki je prepovedovala vrnitev teh žensk nevernikom. Mohamed je prepoved uzakonil v suri Al-Mumtahanah (60:10). 

## Ocena in zapuščina
Dolgoročno se je sporazum izkazal za koristnega za muslimane in se  pogosto obravnava kot "pomemben korak" k Mohamedovi utrditvi oblasti.  S podpisom sporazuma so Kurejši implicitno priznali Mohameda za sebi enakega. Z dovoljenjem romanja v Meko je Mohamedu uspelo povečati privlačnost islama za tista plemena, ki so tudi visoko spoštovala Kabo. Mohamedov biograf Ibn Hišam je kasneje zapisal: "Nobena prejšnja zmaga v islamu ni bila večja od te ... Ko je bilo sklenjeno premirje in je bila vojna odpravljena in so se ljudje srečevali na varnem in se posvetovali, nihče ni več resno govoril o islamu, ne da bi vstopil vanj".  Premirje je Mohamedu omogočilo, da je neovirano širil svojo oblast drugod po Arabiji. Zgodovinar Fred Donner je menil, da je bil namen poskusa romanja zagotoviti premirje z Meko, saj je bila Medina ujeta med dvema sovražnima mestoma - judovsko trdnjavo Hajbar na severu in Meko na jugu – in bila zato zelo ranljiva. Mečanov seveda ni mogel preprosto prositi za premirje, s spretnim manipuliranjem pa ga je dosegel. Manipuliranje je bilo hkrati tudi hazardiranje, ki bi se lahko končalo katastrofalno, če Kurejši ne bi hoteli skleniti miru. Muslimani so kmalu zatem oblegali in zasedli Hajbar. Arabska plemena so se nato lahko svobodno povezovala s katero koli stranjo in Mohamed je uspel pridobiti nekaj tistih, ki so bila prej zavezniki Kurejšev.